# Étoiles vives

Étoiles vives est un livre-revue de science-fiction français, créé en avril 1997. 
Dirigé par Gilles Dumay alias Thomas Day pour ses numéros 1 à 6, et par André-François Ruaud pour ses numéros 7 à 9 (dernier numéro en 2002). L'entreprise fut brièvement prolongée par les deux numéros de l'anthologie Aventures lointaines, chez Denoël coll. Présence du futur. 
Durant sa carrière, Étoiles vives révéla plusieurs nouveaux auteurs français, tels que Ugo Bellagamba, Jonas Lenn, Marie-Pierre Najman et Laurent Queyssi. Des dossiers furent consacrés à Stephen Baxter, G. David Nordley, Michael Swanwick, Andrew Weiner, Greg Egan et Molly Brown. Le n°9 était entièrement consacré aux écrivains féminins.